# La cena delle beffe (Sem Benelli)
La cena delle beffe è un dramma in quattro atti composto nel 1909 dal drammaturgo italiano Sem Benelli. L'opera si ispira a una novella delle Cene di Anton Francesco Grazzini (I, 3).

## Storia
Lo scrittore compose l'opera durante una vacanza a San Terenzo in provincia della Spezia dove, sei mesi dopo la prima dell'opera, andò a vivere a villa Marigola.
Nel 1913, a Catania, al momento di andare in scena, l'attore Giovanni Zannini, che avrebbe dovuto interpretare Giannetto Malespini, ebbe un malore e Paola Pezzaglia, la prima attrice che ricopriva il ruolo di Ginevra, si vestì rapidamente da Giannetto e sostenne l'impegnativa parte fino in fondo con grande successo. Così la stampa:
Da allora Paola Pezzaglia, che ci aveva preso gusto, si presentò più volte sulla scena, volontariamente, nei panni di Giannetto Malespini.

## Adattamenti
- La cena delle beffe, trasposizione operistica di Umberto Giordano del 1924
- La cena delle beffe, trasposizione cinematografica di Alessandro Blasetti del 1941